# Harley Krohmer
Harley Krohmer (* 1970 in Sindelfingen) ist seit 2004 Direktor des Instituts für Marketing und Unternehmensführung an der Universität Bern. Seine Spezialgebiete sind Marktorientierung, Brands, Preismanagement, Asset Management und Financial Innovation.

## Leben
Nach dem Studium der Betriebswirtschaftslehre in Koblenz, Bath (England) und Aix-en-Provence (Frankreich) promovierte Krohmer bei Christian Homburg an der Wissenschaftlichen Hochschule für Unternehmensführung (WHU) Koblenz. Im Anschluss erstellte er seine Habilitation an der Universität Mannheim – ebenfalls bei Homburg. Während seiner Promotions- und Habilitationszeit arbeitete Krohmer als Unternehmensberater in Beratungsprojekten, unter anderem in der Pharma-, der Finanzdienstleistungs- und der Maschinenbaubranche. Nach der Habilitation übernahm Krohmer die Lehrstuhlvertretung am Lehrstuhl für Allgemeine Betriebswirtschaftslehre, Marktforschung und Marketing der Universität zu Köln. Seit 2004 ist er als Nachfolger von Richard Kühn Direktor des Instituts für Marketing und Unternehmensführung der Universität Bern.
Krohmer kooperiert in seiner Forschung unter anderem  mit der Wissenschaftlichen Hochschule für Unternehmensführung (WHU) Koblenz, der Universität Mannheim, der Universität St. Gallen, der  Wharton School der University of Pennsylvania, der Graduate School of Business der Stanford University sowie der McCombs School of Business der University of Texas at Austin.
Seit 2008 ist Krohmer Verwaltungsratspräsident bei der Brandinvest AG (früher: Casanova, Krohmer, & Partner AG). Von Juli 2007 bis Juni 2010 war er Verwaltungsratsvizepräsident bei der Biella-Neher Holding. Seit 2016 ist Krohmer Verwaltungsratspräsident bei der Tilbago AG, einem Schweizer FinTech-Unternehmen, das eine Robo-Inkasso-Lösung anbietet. Seit 2017 ist er Präsident  der Academic Alpha AG, die Asset-Management-Lösungen und Unternehmensberatung anbietet.
Vom 1. August 2010 bis zum 31. Juli 2012 sowie vom 1. August 2014 bis zum 31. Juli 2016 war Harley Krohmer Dekan der Wirtschafts- und Sozialwissenschaftlichen Fakultät der Universität Bern.

## Schriften
- Marketing Management: A Contemporary Perspective. McGraw-Hill, London 2008 (zusammen mit S. Kuester und Ch. Homburg)
- Grundlagen des Marketingmanagements. Gabler Verlag, Wiesbaden 2006 (zusammen mit Ch. Homburg).
- Marketingmanagement. Strategie – Instrumente – Umsetzung – Unternehmensführung. Gabler Verlag, Wiesbaden 2006 (zusammen mit Ch. Homburg).
- Marktorientierte Unternehmenskultur als Erfolgsfaktor der Strategieimplementierung. Wiesbaden 1999 (Dissertation).